# Casey McPherson
Casey McPherson (Lake Jackson, 15 settembre 1978) è un cantante, chitarrista, bassista e filantropo statunitense, noto per il suo lavoro sulle colonne sonore di alcuni videogiochi, tra cui The Sims 3.

## Biografia
Attualmente vive ad Austin, in Texas, con le sue due figlie, Weston e Rose. Dopo aver appreso che sua figlia più giovane, Rose, aveva una malattia genetica rara, ha fondato e gestisce la To Cure a Rose Foundation.

## Carriera musicale
McPherson è un cantante e compositore, attualmente è il frontman delle band Alpha Rev e Flying Colors, con le quali ha suonato in oltre 15 paesi. È un pianista e chitarrista di formazione classica.
Ha iniziato la sua carriera poco più che ventenne quando ha formato la band Endochine. Dopo lo scioglimento di Endochine, McPherson ha fondato gli Alpha Rev nel 2005, che è stata classificata come la band indie rock numero 1 in Texas e numero 16 a livello nazionale.
Nel 2010 gli Alpha Rev hanno scalato le classifiche con New Morning, il loro video è entrato nella Top 10 su VH1.
Nel 2010 è diventato il cantante e compositore dei Flying Colors, un supergruppo formato dall'ex batterista dei Dream Theater Mike Portnoy, il chitarrista Steve Morse dei Kansas e dei Deep Purple, il bassista Dave LaRue dei Planet X, e il tastierista Neal Morse, degli Spock's Beard.
Nel 2016 ha lanciato un'app per musicisti e artisti chiamata SkaFlash, un programma software progettato per connettere più facilmente i fan alle band e agli artisti che seguono.
Nel 2017 è tra i fondatori della band The Sea Within, supergruppo svedese-statunitense di rock progressivo.

## Filantropia
Dall'età di 26 anni, McPherson si dedica ad aiutare gli altri ad affrontare la salute mentale e prevenire il suicidio. È diventato consigliere di amministrazione della Mental Health Texas e della Austin Child Guidance Center, dove ha lavorato sul cambiamento delle politiche e sulla difesa della salute mentale.
Nel 2018, alla figlia più giovane di Casey, Rose, è stata diagnosticata una malattia genetica rara, HNRNPH2. Attualmente sta lavorando nel campo scientifico per favorire la ricerca dei trattamenti genetici ai bambini attraverso le malattie rare. Ha fondato e gestisce l'organizzazione no-profit To Cure a Rose Foundation ed è in procinto di lanciare il Fondo N-of-1, un modello sostenibile per portare avanti i trattamenti per le malattie rare.

## Attivismo
È un promotore della connessione suono-salute, tecnica che usa la musica per coinvolgere il cervello per migliorare la comunicazione e la funzione motoria nei bambini con malattie neurologiche rare.

## Discografia

### Con i Flying Colors
- 2012 – Flying Colors
- 2014 – Second Nature
- 2019 – Third Degree

### Con The Sea Within
- 2018 - The Sea Within

### Con gli Alpha Rev
- 2006 - The Greatest Thing I've Ever Learned
- 2010 - New Morning
- 2013 - Bloom
- 2016 - An Alpha Rev Kind of Christmas

### Solista
- 2019 - Case Session Volume One
- 2020 - (I Wish You Were) Open